# Езикова гимназия (България)
Езиковата гимназия, съкратено ЕГ, е средно училище в България, в което се преподава на чужд език.

## Обучение
Постъпването в езикова гимназия става след завършен VІІ клас чрез класиране въз основа на успеха от училището и успешно издържани приемни изпити.
Първата година на обучение, наричана подготвителен клас (в миналото без пореден номер), е посветена изключително на профилиращия чужд език. Например в учебната 1970 – 1971 г. от общо 30 учебни часа в седмичната програма на езиковата гимназия за основния език са заделени 24 часа, тоест по 4 часа дневно (при 6-дневна учебна седмица).
В следващите учебни години се изучават всички учебни предмети по програмата за средно общо образование, като езиковото обучение заема 1 – 2 часа дневно – по профилиращия език и литература (ежедневно) и по други езици. Повечето учебни предмети в езиковите гимназии се преподават на профилиращия език до края на 1980-те години.

## История
Обучението на чужд език в страната води началото си от Американския колеж в София – най-старото американско училище извън Съединените щати, създадено през 1860 г.
По времето на социализма (1944 – 1989 г.) в страната първото новосъздадено е Средното училище за чужди езици в Ловеч (Американският колеж там е закрит през 1948 г.), основано през 1950 г., чийто наследник днес е Профилирана езикова гимназия „Екзарх Йосиф I“. Неговите немски и английски отдели са преместени в София (1956), а френският отдел – във Варна (1958), ставайки основата на езикови гимназии. В началото на 1970-те години броят на езиковите гимназии бързо нараства: в окръжните градове най-често са откривани гимназии с преподаване на западен език (английски, немски, френски), в по-малки градове – на руски език.
След 1989 г. с нарастването на значението на чуждоезиковото обучение значително се увеличава броят на езиковите гимназии в страната, започва обучение и на други езици – испански, италиански и др. Масово се закриват обаче руските гимназии, след години са открити много малко руски паралелки.
„Езикови гимназии“ започват да наричат също и средни училища с класни паралелки само с усилено изучаване (вместо и с преподаване) на чужд език, в които при това често отсъства подготвителната година, характерна за езиковите гимназии.